# Delahaye 235
La 235 era un'autovettura di lusso prodotta dal 1951 al 1954 dalla Casa automobilistica francese Delahaye.

## Profilo
Fu l'ultimo modello Delahaye, introdotto per proporre una versione rinnovata della vecchia e gloriosa 135. Tuttavia quest'ultima rimase in listino nella versione MS, mentre le restanti versioni furono rimpiazzate dalla 235. Il telaio era lo stesso della 135 e così pure la meccanica, il cui cuore consisteva nel classico 6 cilindri in linea da 3557 cm³, che sulla 235 erogava 152 CV di potenza massima, 7 CV in più rispetto alla versione di punta della 135 ancora in listino.

Nonostante la validità del progetto e della vettura da esso scaturita, la 235 incontrò scarso successo e mise definitivamente in ginocchio la Casa francese, presto rilevata dalla Hotchkiss nel 1954, anno in cui anche la 235 fu pensionata.
Della 235 fu creata una versione speciale realizzata dal designer Felice Boano per la carrozzeria Ghia.